# Jean-Claude Fabbri
Pour les articles homonymes, voir Fabbri.
Jean-Claude Fabbri, né le 2 novembre 1952 à Retinne (Province de Liège), est un coureur cycliste italien, professionnel de 1977 à 1979. Né italien, il est naturalisé belge en 2004.

## Résultats sur les grands tours

### Tour d'Italie
3 participations
- 1977 : 76e
- 1978 : abandon
- 1979 : 55e

### Tour d'Espagne
1 participation
- 1977: 45e